# サンダース・ロー プリンセス
サンダース・ロー プリンセス（Saunders-Roe Princess）は、イギリスのサンダース・ロー社が生産していた長距離旅客飛行艇。画期的な大型ターボプロップ飛行艇であったが、誕生時には旅客用飛行艇の時代は終わっており、試作機3機のみで終わった。

## 概要
第二次世界大戦前、大洋を越えて飛行する航空路は全て飛行艇が担当していた。パンアメリカン航空のマーチン M-130 チャイナクリッパーや、イギリスのショート・エンパイア飛行艇、日本の九七式輸送飛行艇（九七式飛行艇の輸送機型）に代表される飛行艇が長距離洋上航路を飛んでいた。これは大型機は離着陸時に長大な滑走路を必要とするうえに、洋上長距離飛行時に万が一の事故があった場合に、飛行艇ならば緊急着水が可能であるという発想のためであった。プリンセスは大戦後もこの発想をそのまま引き継いで設計・建造された機体。この時代、最も大きな航空機の1つであった。
しかし第二次世界大戦では、各地に滑走路が整備されることで、4発重爆撃機による長距離爆撃に加え、米軍の輸送機 C-54（民間名ダグラス DC-4）や C-69（同ロッキード コンステレーション）などの4発輸送機による長距離飛行が頻繁に行われ、陸上機の安全性が確認されたため、戦後は特殊な目的以外には飛行艇の出番はなくなっていた。1950年代には各国の主要空港は滑走路の整備を行い、長距離を飛行できる陸上4発機を受け入れるようになっていた。つまり誕生時には既に時代遅れの機体であった。
プリンセスは見かけ上6発の機体に見えるが、10基のブリストル製 プロテウス ターボプロップエンジンを搭載している。内側の4組のプロペラは2重反転プロペラになっており、2基のエンジンがそれぞれ1軸を駆動している。外側の2基は単独のプロペラを駆動する。元々は12発のロールス・ロイス トウェイドを2発ずつ組み合わせて搭載し6基の二重反転プロペラを駆動する予定であったが、トウェイドは開発途上で放棄され、代替としてプロテウス10発が選ばれた。2階建ての胴体は、105座席の客室になっており、胴体は2段の客室の下に1段の艇体が設けられていた。
原型機 G-ALUN は1952年8月22日に初飛行した。その他に2機 (G-ALUO, G-ALUP) が製作されたが、これらはより強力なエンジンが開発されてから試験を行なう予定であった。結局エンジンを交換することは無かったため飛行すること無く保管されていた。
両翼の補助フロートは引込式であり、上空では90度外側へ回転させて翼端となる。
BOACがプリンセスを旅客機として採用しないと決定した後にも何とかしてこの機を成功させようという動きがあり、イギリス軍の戦略輸送機としての提案もあったが、旅客機として計画されていた105名では輸送人員が足りず(軍は兵員200名の輸送力を求めていた)、他への採用の動きも無かったためにどれも成功せず、1960年代にはすべてが解体された。
プリンセスがサンダース・ローの生産した最後の旅客機となった。この後の不成功に終わった戦闘機計画以降、同社ではヘリコプターやホバークラフトの生産だけを行うようになった。

## 創作の世界
史実では成功しなかった同機だが、こちら葛飾区亀有公園前派出所第66巻「トビます!香港珍道中の巻」にて両津勘吉と本田速人が当てた香港旅行に行く際の乗機として登場、車輪が無いのを忘れた機長が胴体着陸しそうになる等の問題はあったが無事竹芝桟橋から香港のスターフェリー乗り場まで飛行した。また第164巻「飛行艇時代の巻」にて両津の祖父・勘兵衛が経営する航空会社の旅客機として登場するも、ガス欠を起こしてお台場のイベント会場に突っ込んでしまった。